# Opabinia
Opabinia és un animal trobat a dipòsits del Cambrià. Només se'n coneix una espècie, 
Opabinia regalis, del Cambrià mitjà dels esquists de Burgess de la Colúmbia Britànica. Myoscolex, del Cambrià inferior d'Austràlia, n'és un possible parent evolutiu.